# Simeon
Simeon er patriarken Jakobs anden søn og stamfader til en af Israels tolv stammer.
Simeon (af hebraisk: שִׁמְעוֹן) betyder oversat "Hørt", ligesom det er skrevet: "Hun blev igen gravid og fødte en søn; hun sagde: »Herren har hørt, at jeg er tilsidesat, og har givet mig også denne søn.« Derfor gav hun ham navnet Simeon."
Simeon er også en person i Det Nye Testamente.